# Étalon
Étalon is een gemeente in het Franse departement Somme (regio Hauts-de-France) en telt 112 inwoners (1999). De plaats maakt deel uit van het arrondissement Montdidier.

## Geografie
De oppervlakte van Étalon bedraagt 4,6 km², de bevolkingsdichtheid is 24,3 inwoners per km².
De onderstaande kaart toont de ligging van Étalon met de belangrijkste infrastructuur en aangrenzende gemeenten.

## Demografie
Onderstaande figuur toont het verloop van het inwonertal (bron: INSEE-tellingen).